# 흰머리마모셋
흰머리마모셋(Callithrix geoffroyi)은 비단원숭이과에 속하는 영장류의 일종이다. 마모셋 중의 하나로 브라질에 산다.